# Primavera de Rondônia
Primavera de Rondônia este un oraș în Rondônia (RO), Brazilia.